# Luciano Ligabue

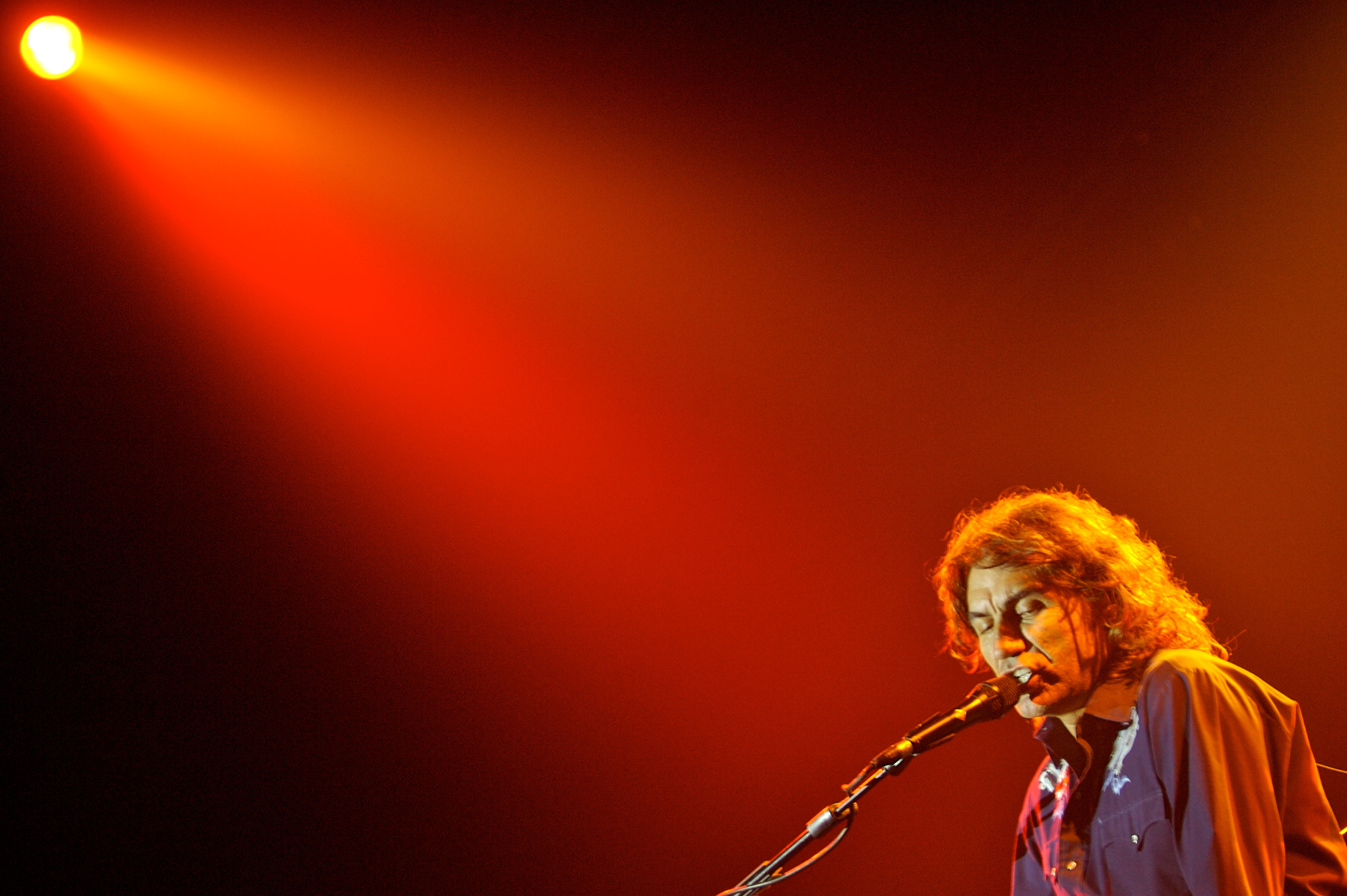
2006-os cesenai koncertjén

Luciano Ligabue, alias Liga (Correggio, 1960. március 13. –) olasz rockzenész, dalszövegíró, filmrendező és író.

## Élete
Ligabue Correggióban egy Emilia-Romagna-i kisvárosban született. Mielőtt belépett volna a zene világába, több helyen is dolgozott gyárakban és a mezőgazdaságban. 1987-ben kezdte meg zenei pályafutását, amikor megalapította az Orazero névre hallgató amatőr zenekarát, majd Angelo Carrara producernek köszönhetően lett ismert Ligabue című albumával, majd kivált a bandából. Sikerét a Balliamo sul mondo (Végigtáncoljuk a világot), Ho perso le parole (Elvesztettem a szavakat) és a Certe notti (Bizonyos éjszakák) című dalainak köszönheti. 1998-ban készítette el első filmjét a Radiofreccia (Nyíl Rádió) címmel, a másodikat 2001-ben a DaZeroaDieci (0-tól 10-ig) címmel.

## Politikai beállítottsága
Az 1980-as években tagja volt az Olasz Kommunista Párt coreggiói szervezetének.

## Albumai
- Ligabue (1990)
- Lambrusco, coltelli, Rose & Popcorn (1991)
- Sopravvissuti e sopravviventi (1993)
- A che ora è la fine del mondo? (1994)
- Buon compleanno, Elvis! (1995)
- Su e giù da un palco (1997)
- Radiofreccia (1998)
- Miss Mondo (1999)
- Fuori come va? (2002)
- Giro d’Italia (2003)
- Nome e cognome (2005)
- Primo tempo (2007)
- Secondo tempo (2008)
- Arrivederci, Mostro! (2010)
- Tutte le facce del Mostro (2010)
- Campovolo 2.011 (2011)

## Könyvei
- Fuori e dentro il Borgo (1997)
- La neve se ne frega (2004)
- Lettere d'amore nel frigo (2006)
- Il rumore dei baci a vuoto (2012)

## DVD
- Campovolo (2005)

## Egyéb dalok
- Non fai più male
- Fiume Sand Creek
- I giardini di marzo
- Il mio nome è mai più (Ligabue, Piero Pelù, Jovanotti)
- Gli ostacoli del cuore (Ligabue, Elisa)